# Burnout Paradise
Burnout Paradise (conocido anteriormente como Burnout 5) es un videojuego de carreras abierto de la serie Burnout. Fue anunciado el 22 de enero de 2008 en América del Norte, y el 25 de agosto de 2008 en Europa, para Xbox 360 y PlayStation 3. en PC fue anunciada el 9 de mayo de 2008, y lanzada el 5 de febrero de 2009; dicha versión incluye mejoras y recibe el nombre de The Ultimate Box. Entre las mejoras de esta versión están la conducción nocturna, la incorporación de motocicletas, el modo en línea expandido y una resolución de hasta 3840x1200 (para dos pantallas simultáneas). El 22 de noviembre de 2016, se añadió retrocompatibilidad para Xbox One y se relanzó en una versión remasterizada para Xbox One, Xbox One X, PlayStation 4 y PlayStation 4 Pro, el 16 de marzo de 2018, para PC se relanzó el 20 de agosto de 2018 en Origin y finalmente el 19 de junio de 2020 se lanzó la versión remasterizada para Nintendo Switch. El juego está ambientado en la ficticia ciudad de Paradise City.

## Actualizaciones y expansiones
Burnout Paradise ha sufrido cambios significativos desde su lanzamiento inicial. Estos han sido aplicados a través de varios «parches libres» y «paquetes descargables». La primera gran actualización, denominada Bogart, solucionaba varios problemas técnicos fijos y estaba programado para ser lanzado el 24 de abril de 2008. Sin embargo fue puesto a disposición a usuarios de Xbox 360 el 18 de abril de 2008, y el 24 de abril de 2008 para los usuarios de PlayStation 3.
La actualización "Cagney" se publicó en la fecha prevista, el 10 de julio de 2008 para PlayStation 3 y el 4 de agosto de 2008 para la Xbox 360. La actualización introduce tres nuevos modos multijugador Freeburn: Online Stunt Run, Marked Man y Road Rage. Online Stunt Run involucra hasta 8 jugadores al mismo tiempo que compiten por la puntuación más alta en acrobacia durante 2 minutos (o el tiempo que el jugador este haciendo acrobacias). Road Rage cuenta con dos equipos, uno debe huir a un "Checkpoint" mientras que los otros tratan de detenerlo con Takedowns. Marked Man en español Caza y Captura, trata de que un jugador es marcado y no puede ver a los otros jugadores además de que no tiene impulso; Hay 70 nuevos retos en línea. Estos nuevos retos son diferentes de los desafíos de Freeburn, siendo cronometrado. El tiempo de desafíos comienza con todos los actores reunidos en un punto de interés. Entonces todos los jugadores deben completar un objetivo en un plazo determinado, tales como saltar una rampa. También se actualizaron algunas bandas sonoras personalizadas y 1080i en apoyo a la versión de PlayStation 3.

### Pago por contenido
Además de las actualizaciones gratuitas, Criterion Games ha creado varios parches más, los paquetes prémium agregan otro contenido como coches, áreas y modalidades nuevas. La primera actualización fue anunciada como el "Burnout Party Pack" y se lanzó el 5 de febrero de 2009 en Norteamérica y Reino Unido. Centrado en una sola consola de multijugador, ofreciendo un reto Freeburn ambiente similar pero para la gente que juega en la misma consola, pasando por el Control de todo para completar los desafíos. Los desafíos están divididos en velocidad, acrobacia y habilidad con un máximo de ocho rondas y hasta ocho usuarios simultáneos. Criterion Games también anunció el paquete doble Burnout Paradise - The Ultimate Box que lanzó al mismo tiempo que el juego original, más los paquetes Cagney, Motocicletas, Party Pack y Update Pack. Todo en el mismo juego. 
El 7 de noviembre de 2008 Criterion Games anunció el primer Pack de contenidos prémium llamado "Coches legendarios". El paquete cuenta con cuatro coches inspirados en los vehículos famosos de cine y televisión. El Jansen P12 88 Special (basado en el DMC DeLorean de las películas Back to the Future), el Hunter Manhattan Spirit (basado en el Ecto-1 de la película Ghostbusters) el Carson GT Nighthawk (basado en el Ford Shelby Mustang Cobra GT500 KITT de la serie de televisión Knight Rider (2008)), y el Hunter Calvary Bootlegger (basado en el Dodge Charger El General Lee de la serie de televisión Los Dukes de Hazzard) . El Legendary Cars Pack puso en venta el 19 de febrero de 2009 para la PlayStation 3 y Xbox 360, y más tarde en 2009 para la PC. 
El 5 de marzo de 2009, Criterion Games anunció el lanzamiento de El pack de coches de juguete. Cuenta con una colección de nuevos vehículos diseñados con un coche de "juguete", aunque el modelo que los coches de tamaño completo. El paquete de coches de juguete se ha editado en tres partes. El paquete completo que ofrece todos los coches de juguete y también la Toy Nakamura Firehawk, una motocicleta de juguete, la división de los demás el contenido en dos partes, sin el Firehawk. 
El 12 de marzo de 2009, el "Pack coches turbo especiales" fue puesto a la tienda. Presentaba dos coches: el Hunter Extreme Hotrod y el Montgomery Hawker Mech. El Hunter fue descrito como el coche más rápido en el juego y aparece un Turbo bloqueado, el coche sigue aumentando hasta que es llevado a una parada, ya sea realizando un giro de 180 grados, disminuyendo con el freno de mano o por accidente. El sistema de la dinámica del vehículo de recableados para que el Carson realise de manera más realista que cualquier otro coche en el juego. El Montgomery Hawker Mech también incluyó un sistema de amplificación único, que permite al jugador cambiar de buen grado entre los tres tipos de impulso con un toque de un botón.
El 6 de febrero de 2009, a través de Criterion Games Network, anunció el modo "Policías y ladrones" (en español), que salió el 30 de abril de 2009 para PlayStation 3 y Xbox 360. El contenido no implica coches de policía patrullando las calles sino que toma prestados de los juegos anteriores de Burnout, en particular los de Burnout 2: Point of Impact. Los jugadores se dividen en equipos, policías y ladrones. Los ladrones intentan regresar lingotes de oro a sus respectivas bases para anotar puntos. Todos los coches del juego (excepto el Carbón y los coches de pago) reciben una librea de Policía con el contenido. 
Originalmente anunciado como el "Paquete Eastwood" que llegó en "Otoño 2008", la expansión conocida como "Big Surf Island" fue lanzada el 11 de junio de 2009.El diseño de la isla se guio por el principio de "Si se puede ver, se puede conducir". La isla pone énfasis en el aspecto de campo de juego de Burnout. Los desarrolladores mencionaron que en su telemetría se dieron cuenta de que los jugadores se concentran en las zonas de Paradise City que se prestan a la farsa de la conducción, y así que la idea era crear una isla entera para complacer el deseo del jugador. Big Surf Island también cuenta con nuevos vehículos, incluyendo el Carson Dust Storm  entre otros.

## Vehículos
En Burnout Paradise hay un total de setenta coches (sin contar los que se adquieren por medio de compras). Pueden desbloquearse de distintas formas en el juego. Los coches tienen varios tipos de turbo con diferentes características:
- Trucos (T): la barra de turbo se rellena haciendo «trucos» o conduciendo de forma temeraria, esta se puede usar en cualquier momento.
- Aceleración (S): la barra de turbo se rellena conduciendo a alta velocidad, adelantando, con maniobras, realizando movimientos y actuaciones que conlleven riesgos serios y con takedows. Los coches de esta categoría tienen la posibilidad de realizar Burnouts. Los Burnouts consisten en que, una vez esté la barra de turbo completamente vacía y se hayan afrontado suficientes riesgos, la barra de turbo se regenerará, permitiendo realizar «cadenas de Burnouts». Estas solo se pueden realizar si la barra de turbo esta llena.
- Ataque (F): la barra de turbo solo se rellena con roces, conducción hostil y takedowns. Tiene varios niveles (x2 y x3). Después de realizar un takedown, la barra sube un nivel, y después de recibir un takedown o sufrir un estrellamiento, baja un nivel.
- Bloqueado: la barra de turbo nunca se acaba, una vez activado la única forma de desactivar el turbo es frenando, ya sea realizando un giro de 180 grados, disminuyendo con el freno de mano. Solo en el Hunter Extreme Hotrod
- Intercambiable: con el botón de la sirena puedes cambiar los tres principales modos de turbo (Trucos, Aceleración, Ataque). Solo en el Montgomery Hawker Mech

| Modelo                                                      | Marca                                            |
| Acura HSC 2004 (Rossolini Tempesta)                         | Acura                                            |
| Acura RSX (Kitano Hydros Custom)                            | Acura                                            |
| AMC Ambassador 1974                                         | AMC                                              |
| Audi R8 2008 (Nakamura Rai-Jin Turbo)                       | Audi                                             |
| BMW M3 2008 (Krieger Sport)                                 | BMW                                              |
| Cadillac Ambulance 1958 (Hunter Manhattan Spirit)           | Cadillac                                         |
| Cadillac Series 62 1958 (Hunter Manhattan)                  | Cadillac                                         |
| Chevrolet Advance-Design 3100 1951 (Hunter Reliable Custom) | Chevrolet                                        |
| Chevrolet Camaro 2008 (Carson GT Concept)                   | Chevrolet                                        |
| Chevrolet El Camino (Hunter Mesquite)                       | Chevrolet                                        |
| Chevrolet Monte Carlo 1980 (Hunter Vegas)                   | Chevrolet                                        |
| Chevrolet Venture                                           | Chevrolet                                        |
| Chevrolet Astro                                             | Chevrolet                                        |
| Chevrolet Chevy Van                                         | Chevrolet                                        |
| Chevrolet Kingswood Estate                                  | Chevrolet                                        |
| Chevrolet Monte Carlo NASCAR (Hunter BRT Oval Champ)        | Chevrolet                                        |
| Chrysler Aspen                                              | Chrysler                                         |
| Dauer 962 LM (Montgomery GT 2400)                           | Dauer                                            |
| DMC DeLorean 1981 (Jansen 88 Special)                       | DMC                                              |
| Dodge Charger (Carson Fastback)                             | Dodge                                            |
| Dodge Magnum 2005 (Hunter Hotspur)                          | Dodge                                            |
| Dodge Super Bee 1970 (Carson Opus)                          | Dodge                                            |
| Dodge Durango                                               | Dodge                                            |
| Dodge RAM (Hunter Takedown 4x4)                             | Dodge                                            |
| Duesenberg J (Carson Grand Marais)                          | Duesenberg                                       |
| Ferrari 330 P4 (Rossolini LM)                               | Ferrari                                          |
| Ferrari Enzo 2002 (Watson 25 V16 Revenge)                   | Ferrari                                          |
| Ford Crown Victoria                                         | Ford                                             |
| Ford F-250 1988                                             | Ford                                             |
| Ford GT40 1968 (Carson 500 GT)                              | Ford                                             |
| Ford Model B 1932 (Carson Circuit City Hot Rod)             | Ford                                             |
| Ford E-Series                                               | Ford                                             |
| Ford F-650                                                  | Ford                                             |
| Ford Model A Sedan 1958 (Extreme Hot Rod)                   | Ford                                             |
| GMC Vandura (Carson Inferno BRT Van)                        | GMC                                              |
| Honda Civic 1997                                            | Honda                                            |
| Honda Hornet Nakamura FV 1100)                              | Honda                                            |
| Hummer H3 (Hunter Olympus)                                  | Hummer                                           |
| Infiniti FX45 (Krieger Pioneer)                             | Infiniti                                         |
| Jaguar E-Type (Montgomery Hyperion)                         | Jaguar                                           |
| Jaguar XJR-15 (Jansen Carbón X12)                           | Jaguar                                           |
| Lamborghini Countach (Jansen P12)                           | Lamborghini                                      |
| Lotus Elise (Watson Burnout Roadster)                       | Lotus                                            |
| McLaren MP4-22 2007 (Krieger)                               | McLaren                                          |
| Mercedes-Benz S-Klasse                                      | Mercedes Benz                                    |
| Mercury Coupe (Carson Thunder Custom)                       | Mercury                                          |
| Mercury Grand Marquis Stretched Limousine                   | Mercury                                          |
| Mitsubishi FTO (Nakamura SI-7)                              | Mitsubishi                                       |
| Mitsubishi Mighty Max 1992                                  | Mitsubishi                                       |
| AM General Metropolitan                                     | AM General                                       |
| Grumman-Olson P-Series                                      | Grumman-Olson                                    |
| Kawasaki 1400 ZZR (Nakamura FV 1100-T1)                     | Kawasaki                                         |
| Komatsu PC300LC-6                                           | Komatsu                                          |
| MCI D 4505                                                  | MCI                                              |
| Yamaha YZF-R1 (Nakamura Firehawk GP Competition)            | Yamaha                                           |
| Coachmen Sports Coach                                       | Coachmen Rv´s                                    |
| Ickler Jimco Buggy (Carson Dust Storm)                      | Buggy                                            |
| Kawasaki ZX-10 R 2007 (Nakamura Firehawk V4)                | Kawasaki                                         |
| The Chrome Car                                              | Hecho para el juego, disponible solo en archivos |
| New Holland TM115                                           | New Holland                                      |
| 1971 Plymouth GTX 1971 (Carson Annihilator)                 | Plymouth                                         |
| Pontiac GTO 1968 (Hunter Cavalry                            | Pontiac                                          |
| Toyota GT-One (Krieger Uberschall 8)                        | Toyota                                           |
| Toyota Supra (Kitano Sport) Mk.IV                           | Toyota                                           |
| TVR Sagaris (Montgomery Hawker)                             | TVR                                              |

## Modo multijugador
La estancia del sistema en línea utilizado por la mayoría de los usuarios ha sido sustituido por un sistema simplificado conocido como "Easy Drive". Mientras conducen, los jugadores simplemente pulsan "derecha" en el D-Pad y el menú Easy Drive aparece en una esquina de la pantalla. Desde allí, pueden invitar a otros jugadores de su lista de amigos y, una vez estos se han unido al juego, el jugador anfitrión puede seleccionar el evento que desea emplear. Tanto PlayStation 3 como Xbox 360 pueden utilizar la Webcam o Xbox Live Vision respectivamente. Cuando un jugador sufre un Takedown, su foto es mostrada al agresor y viceversa. Estas fotos pueden ser guardados en el PC o el disco duro de la consola. La versión Remastered no cuenta con estas opciones debido a problemas de privacidad.

## Burnout Paradise: Remastered
El 16 de marzo de 2018 se relanza Burnout Paradise tanto en formato físico como digital para Xbox One, PlayStation 4 en calidad de 1080p (1920x1080 píxeles) y en Xbox One X, PlayStation 4 Pro en calidad 4K (3,840 × 2,160 pixeles). En esta versión remasterizada, además de contar con mejorías gráficas, corre a 60fps, se incluyen todos los DLCs (Big Surf Island, Cops and Robbers, Legendary Cars, Burnout Bikes, Toys, Party, Boost Specials y Cagney) excepto el Time Savers Pack, juego multijugador en línea hasta 8 jugadores y conserva 90 de las 97 canciones de su banda sonora original. También se mantienen tanto los diálogos originales en inglés como en español (España). En junio de 2020 se publicó para la Nintendo Switch.
Para usuarios de PC, Electronic Arts confirmó que se lanzaría en esta plataforma a través de Origin. Por otro lado, los usuarios de EA Access pudieron jugarlo antes de su lanzamiento oficial el 9 de marzo por medio de Play First Trial en consolas. Finalmente fue lanzado para PC el 20 de agosto de 2018 en la plataforma de Origin e incorpora todo el DLC que no estuvo disponible en su versión original como el Big Surf Island Pack, previamente exclusivo en consolas. Sin embargo, contiene mayores errores que en la versión original, siendo uno de los principales en la versión de PC, por ejemplo, que al poner el menú de pausa se activa la webcam y no se apaga por sí misma (sin manera de apagarla como en su anterior versión), lo cual es especialmente un problema para computadoras portátiles.

## Recepción
Burnout Paradise fue bien recibido, pues ganó (entre otras cosas) el «Editor's Choice» en GameSpot. Algunos críticos sugieren que los veteranos y novatos en el juego se pueden encontrar inicialmente en un mundo grande y abierto "de enormes proporciones". Otra cuestión planteada por los encuestados es que no había opción para reiniciar una carrera o evento. En su lugar, el jugador tenía que fallar el evento o cancelar la carrera deteniendo el vehículo durante unos segundos y luego regresar al lugar específico en el mapa para intentar de nuevo esa carrera o evento en particular (el segundo método no se explica en ningún punto del juego o manual, sólo aparece en un tráiler). Criterion Games respondió a esta crítica diciendo que ellos no creen que esto sea un problema y que añadir una opción de "reintentar" sería introducir pantallas de carga, que "odian con pasión". A pesar de ello, la opción de reiniciar un evento se añadió al juego más tarde a través de una actualización gratuita de software. Daniel Wilks, el entonces editor de la publicación Hyper, elogió el juego por su "sentido de gran velocidad y cosas que explotan", aunque criticó la "falta de puntos de referencia y retrocesos frustrantes".